# Paecilomyces
Paecilomyces es un género de hongos nematófagos que mata los nematodos nocivos por patogénesis (enfermedad) en los nematodos. Por tanto, el hongo puede ser utilizado como un bio nematicida para controlar nematodos aplicándolos al suelo. Ahora el género Paecilomyces no es considerado monofilético.

## Especies
- Paecilomyces aegyptiacus
- Paecilomyces aerugineus
- Paecilomyces albus
- Paecilomyces andoi
- Paecilomyces antarcticus
- Paecilomyces aspergilloides
- Paecilomyces atrovirens
- Paecilomyces aureocinnamomeus
- Paecilomyces austriacus
- Paecilomyces baarnensis
- Paecilomyces borysthenicus
- Paecilomyces breviramosus
- Paecilomyces brunneolus
- Paecilomyces burci
- Paecilomyces byssochlamydoides
- Paecilomyces canadensis
- Paecilomyces carneus
- Paecilomyces cinnabarinus
- Paecilomyces cinnamomeus
- Paecilomyces clavisporus
- Paecilomyces cossus
- Paecilomyces cremeoroseus
- Paecilomyces cylindricosporus
- Paecilomyces dactylethromorphus
- Paecilomyces erectus
- Paecilomyces eriophytis
- Paecilomyces fimetarius
- Paecilomyces formosa
- Paecilomyces fulvus
- Paecilomyces fuscatus
- Paecilomyces griseoviridis
- Paecilomyces guaensis
- Paecilomyces gunnii
- Paecilomyces hawkesii
- Paecilomyces heliothis
- Paecilomyces hibernicus
- Paecilomyces huaxiensis
- Paecilomyces indicus
- Paecilomyces isarioides
- Paecilomyces laeensis
- Paecilomyces lecythidis
- Paecilomyces longipes
- Paecilomyces loushanensis
- Paecilomyces major
- Paecilomyces mandshuricus
- Paecilomyces marquandii
- Paecilomyces maximus
- Paecilomyces musicola
- Paecilomyces niphetodes
- Paecilomyces niveus
- Paecilomyces odonatae
- Paecilomyces paranaensis
- Paecilomyces parvisporus
- Paecilomyces pascuus
- Paecilomyces penicillatus
- Paecilomyces persimplex
- Paecilomyces puntonii
- Paecilomyces purpureus
- Paecilomyces ramosus
- Paecilomyces rariramus
- Paecilomyces reniformis
- Paecilomyces saturatus
- Paecilomyces simplex
- Paecilomyces sinensis
- Paecilomyces smilanensis
- Paecilomyces spectabilis
- Paecilomyces stipitatus
- Paecilomyces subflavus
- Paecilomyces subglobosus
- Paecilomyces suffultus
- Paecilomyces taitungiacus
- Paecilomyces tenuipes
- Paecilomyces tenuis
- Paecilomyces terricola
- Paecilomyces variotii
- Paecilomyces verrucosus
- Paecilomyces verticillatus
- Paecilomyces victoriae
- Paecilomyces vinaceus
- Paecilomyces viridulus
- Paecilomyces wawuensis
- Paecilomyces xylariiformis
- Paecilomyces zollerniae